# 60-ті до н. е.

## Події

### В Римі
69 року до н. е. римляни під керівництвом Лукулла розгромили залишки військ Понтійського царства, а цар Мітрідат VI Евпатор сховався у Вірменії. На вимогу видати Мітрідата вірменський цар Тигран II відповів відмовою. Тоді римляни вторглися у Вірменію, розбили армію Тиграна та зруйнували його столицю Тигранакерт. У відповідь Мітрідат зібрав військо та у 68-67 роках до н. е. наніс римлянам поразки, в результаті яких вони втратили всі завоювання та відступили.
Навесні 66 року до н. е. нова римська армія, яку очолював Гней Помпей Великий, висадилася в Понтійському царстві. Декілька поразок примусили Мітрідата тікати у Вірменію та далі в Колхіду. Висадившись у Криму, Мітрідат повернув собі владу в Боспорському царстві та планував похід на Рим. Втім повстання проти нього призвело до його загибелі.

### В Юдеї
До 67 року до н. е. царицею була Саломея Александра. Їй спадкував син Йоханан Гіркан II, який утім розпочав міжусобну боротьбу з братом Арістобулом II. 63 року до н. е. війська Помпея втрутилися у боротьбу, фактично окупувавши Юдею.

### Близький Схід
Останнім царем Сирії був Філіпп II Філоромей.

## Народились
- 69 до н. е., Клеопатра VII, остання цариця Давнього Єгипту
- 63 до н. е., Октавіан Август, римський імператор

## Померли
- 63 до н. е., Мітрідат VI Евпатор, останній понтійський цар